# Gran Premio de Montreal 2016
La 7.ª edición de la clásica ciclista Gran Premio de Montreal se celebró en Canadá el 11 de septiembre de 2016 en un circuito de 12,1 kilómetros en la ciudad de Montreal, al que se le dieron 17 vueltas para completar un total de 205,7 kilómetros.
La carrera hizo parte del UCI WorldTour 2016 siendo la vigesimoquinta competición del calendario de máxima categoría mundial.
La carrera fue ganada por el corredor belga Greg Van Avermaet del equipo BMC Racing, quién ganó al sprint por delante del eslovaco Peter Sagan (Tinkoff) y del italiano Diego Ulissi (Lampre-Merida).

## Recorrido
El Gran Premio de Montreal dispuso de un recorrido total de 205,7 kilómetros, donde los ciclistas disputaron un circuito de 17 vueltas alrededor de la ciudad y con un desnivel acumulado de 3893 metros.

## Equipos participantes
Tomaron parte en la carrera veintiún equipos: los dieciocho UCI ProTeam (al tener asegurada y ser obligatoria su participación), más dos equipos Profesionales Continentales y una selección nacional de Canadá invitados por la organización.
| WorldTeams (18)- AG2R La Mondiale - Astana - BMC Racing Team - Etixx-Quick Step - FDJ - IAM Cycling - Lampre-Merida - Lotto-Soudal - Movistar Team - Orica-BikeExchange - Cannondale-Drapac - Giant-Alpecin - Katusha - Lotto NL-Jumbo - Sky - Tinkoff - Trek-Segafredo - Dimension Data Equipos continentales profesionales (2)- Direct Énergie - Bora-Argon 18 Equipo nacional- Canadá |
| |

## Clasificación final
- Las clasificaciones finalizaron de la siguiente forma:[3]

| \| Clasificación general \| Clasificación general \| Clasificación general \| Clasificación general \| Clasificación general \| \| Ciclista \| Ciclista \| Equipo \| Tiempo \| \| \| --------------------- \| --------------------- \| --------------------- \| --------------------- \| --------------------- \| \| 1.º \| Greg Van Avermaet \| BMC Racing Team \| 5 h 27 min 04 s \| \| \| 2.º \| Peter Sagan \| Tinkoff \| + 0 s \| \| \| 3.º \| Diego Ulissi \| Lampre-Merida \| + 0 s \| \| \| 4.º \| Michael Matthews \| Orica-BikeExchange \| + 0 s \| \| \| 5.º \| Nathan Haas \| Dimension Data \| + 0 s \| \| \| 6.º \| Gianni Moscon \| Team Sky \| + 0 s \| \| \| 7.º \| Alberto Bettiol \| Cannondale-Drapac \| + 0 s \| \| \| 8.º \| Ion Izagirre \| Movistar Team \| + 0 s \| \| \| 9.º \| Anthony Roux \| FDJ \| + 0 s \| \| \| 10.º \| Julian Alaphilippe \| Etixx-Quick Step \| + 0 s \| \| \| 11.º \| Simon Geschke \| Giant-Alpecin \| + 0 s \| \| \| 12.º \| Jasper Stuyven \| Trek-Segafredo \| + 0 s \| \| \| 13.º \| Tiesj Benoot \| Lotto-Soudal \| + 0 s \| \| \| 14.º \| Martin Elmiger \| IAM Cycling \| + 0 s \| \| \| 15.º \| Oliver Naesen \| IAM Cycling \| + 0 s \| \| \| 16.º \| Paul Voß \| Bora-Argon 18 \| + 0 s \| \| \| 17.º \| Tom Slagter \| Cannondale-Drapac \| + 0 s \| \| \| 18.º \| David Tanner \| IAM Cycling \| + 0 s \| \| \| 19.º \| Ryder Hesjedal \| Trek-Segafredo \| + 0 s \| \| \| 20.º \| Romain Bardet \| AG2R La Mondiale \| + 0 s \| \| |                    |                    |                 |
| |                    |                    |                 |
| Fuentes: ProCyclingStats Cycling Quotient |                    |                    |                 |
| Clasificación general |                    |                    |                 |
| Ciclista | Ciclista           | Equipo             | Tiempo          |
| 1.º | Greg Van Avermaet  | BMC Racing Team    | 5 h 27 min 04 s |
| 2.º | Peter Sagan        | Tinkoff            | + 0 s           |
| 3.º | Diego Ulissi       | Lampre-Merida      | + 0 s           |
| 4.º | Michael Matthews   | Orica-BikeExchange | + 0 s           |
| 5.º | Nathan Haas        | Dimension Data     | + 0 s           |
| 6.º | Gianni Moscon      | Team Sky           | + 0 s           |
| 7.º | Alberto Bettiol    | Cannondale-Drapac  | + 0 s           |
| 8.º | Ion Izagirre       | Movistar Team      | + 0 s           |
| 9.º | Anthony Roux       | FDJ                | + 0 s           |
| 10.º | Julian Alaphilippe | Etixx-Quick Step   | + 0 s           |
| 11.º | Simon Geschke      | Giant-Alpecin      | + 0 s           |
| 12.º | Jasper Stuyven     | Trek-Segafredo     | + 0 s           |
| 13.º | Tiesj Benoot       | Lotto-Soudal       | + 0 s           |
| 14.º | Martin Elmiger     | IAM Cycling        | + 0 s           |
| 15.º | Oliver Naesen      | IAM Cycling        | + 0 s           |
| 16.º | Paul Voß           | Bora-Argon 18      | + 0 s           |
| 17.º | Tom Slagter        | Cannondale-Drapac  | + 0 s           |
| 18.º | David Tanner       | IAM Cycling        | + 0 s           |
| 19.º | Ryder Hesjedal     | Trek-Segafredo     | + 0 s           |
| 20.º | Romain Bardet      | AG2R La Mondiale   | + 0 s           |

## UCI World Tour
El Gran Premio de Montreal otorga puntos para el UCI WorldTour 2016, para corredores de equipos en las categorías UCI ProTeam, Profesional Continental y Equipos Continentales. La siguiente tabla corresponde al baremo de puntuación:
| Posición   | 1º | 2º | 3º | 4º | 5º | 6º | 7º | 8º | 9º | 10º |
| Puntuación | 80 | 60 | 50 | 40 | 30 | 22 | 14 | 10 | 6  | 2   |

| Posición | Ciclista           | Equipo             | Puntos |
| -------- | ------------------ | ------------------ | ------ |
| 1.º      | Greg Van Avermaet  | BMC                | 80     |
| 2.º      | Peter Sagan        | Tinkoff            | 60     |
| 3.º      | Diego Ulissi       | Lampre-Merida      | 50     |
| 4.º      | Michael Matthews   | Orica-BikeExchange | 40     |
| 5.º      | Nathan Haas        | Dimension Data     | 30     |
| 6.º      | Gianni Moscon      | Team Sky           | 22     |
| 7.º      | Alberto Bettiol    | Cannondale-Drapac  | 14     |
| 8.º      | Ion Izagirre       | Movistar Team      | 10     |
| 9.º      | Anthony Roux       | FDJ                | 6      |
| 10.º     | Julian Alaphilippe | Etixx-Quick Step   | 2      |

Además, también otorgó puntos para el UCI World Ranking (clasificación global de todas las carreras internacionales).
| Posición   | 1º  | 2º  | 3º  | 4º  | 5º  | 6º  | 7º  | 8º  | 9º  | 10º |
| Puntuación | 500 | 400 | 325 | 275 | 225 | 175 | 150 | 125 | 100 | 85  |

| Posición | Ciclista           | Equipo             | Puntos |
| -------- | ------------------ | ------------------ | ------ |
| 1.º      | Greg Van Avermaet  | BMC                | 500    |
| 2.º      | Peter Sagan        | Tinkoff            | 400    |
| 3.º      | Diego Ulissi       | Lampre-Merida      | 325    |
| 4.º      | Michael Matthews   | Orica-BikeExchange | 275    |
| 5.º      | Nathan Haas        | Dimension Data     | 225    |
| 6.º      | Gianni Moscon      | Team Sky           | 175    |
| 7.º      | Alberto Bettiol    | Cannondale-Drapac  | 150    |
| 8.º      | Ion Izagirre       | Movistar Team      | 125    |
| 9.º      | Anthony Roux       | FDJ                | 100    |
| 10.º     | Julian Alaphilippe | Etixx-Quick Step   | 85     |